# Tassillé

Tassillé este o comună în departamentul Sarthe, Franța. În 2009 avea o populație de 140 de locuitori.